# Rudolf Lückmann
Rudolf Lückmann (* 27. September 1958 in Nottuln, Westfalen) ist ein deutscher Architekt und Hochschullehrer mit den Arbeitsschwerpunkten Baukonstruktion und Denkmalpflege.

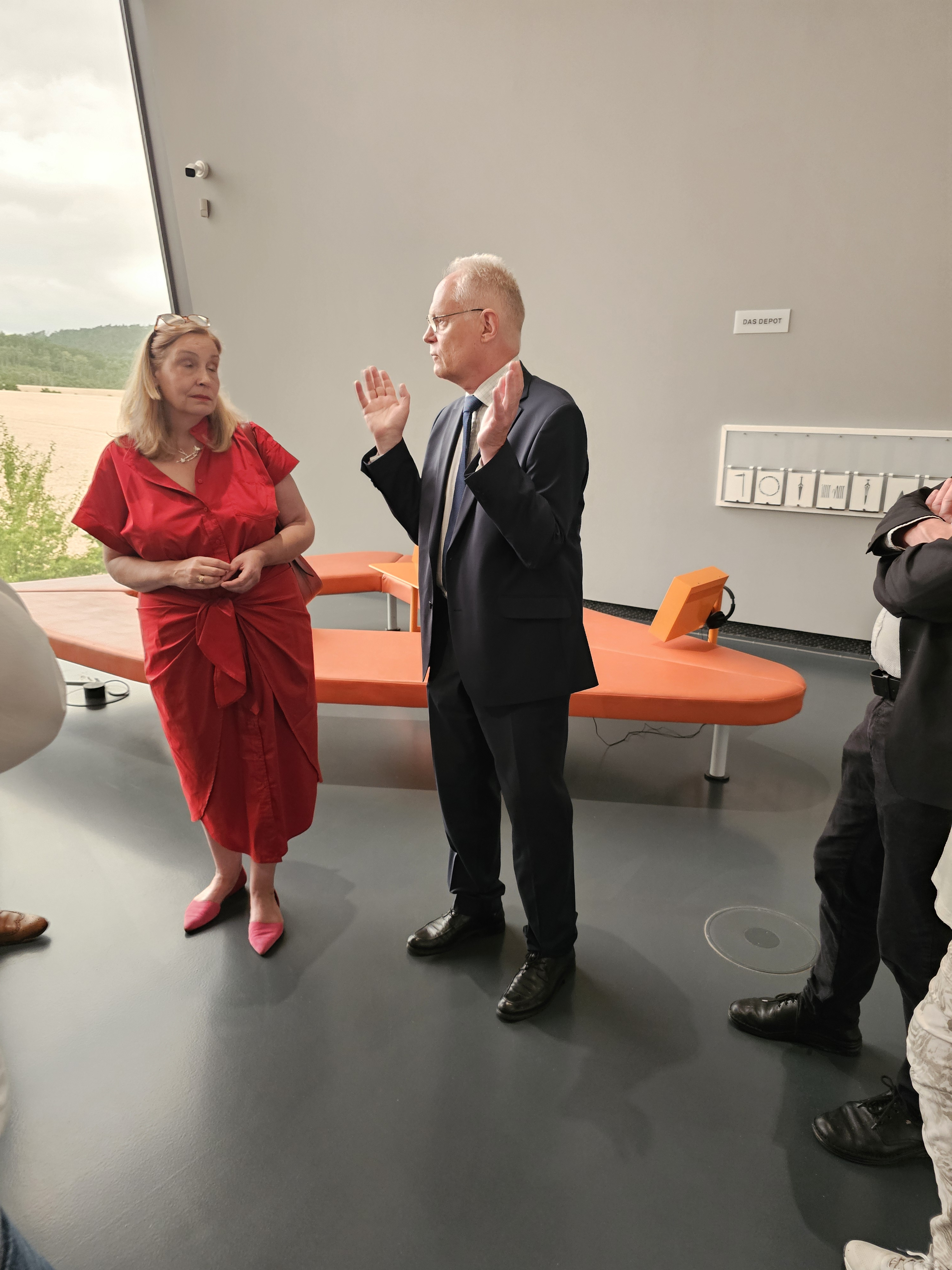
Professor Dr. Rudolf Lückmann in der Diskussion mit Bettina Pfaff in der Arche Nebra.

## Berufliche Laufbahn
Lückmann studierte von 1980 bis 1985 Architektur an der RWTH Aachen und promovierte 1987/88 bei Ingeborg Schild mit dem Thema Vennhäuser als Objekte der Denkmalpflege.
Von 1985 bis 1989 war er als Architekt bei der Kölner Dombauverwaltung beschäftigt. Nach einer kurzen, einjährigen Tätigkeit als Abteilungsleiter im Stadtplanungs- und Hochbauamt der Stadt Tuttlingen war er bis 1993 Diözesanbaumeister der Diözese Rottenburg-Stuttgart.
Seit Oktober 1993 hat er eine Professur für Architektur (Hochbau und Erhaltung historischer Gebäude und Denkmäler) an der Hochschule Anhalt (FH) am Campus Dessau inne. Von 1996 bis 2003 war er Dekan der Fakultät für Architektur und Bauingenieurwesen, von 2003 bis 2011 Vizepräsident für auswärtige Angelegenheiten und Forschung, sowie von 2017 bis 2020 nochmals Vizepräsident für Internationales sowie Standortsprecher Dessau.
Neben der Hochschultätigkeit gründete er 1994 als freier Architekt das Architekturbüro Lückmann in Dessau (zunächst Architekturbüro Lückmann & Partner, seit 2005 AB Lückmann GmbH), das sich hauptsächlich mit „Bauen im Bestand“ beschäftigt.

## Internationale Aktivitäten
Lückmann unterstützte 2003 bei der Gründung einer Abteilung für Architektur an der China Academy of Art in Hangzhou und hält regelmäßig Gastvorträge vor allem in China, aber auch in anderen Ländern. Seit Oktober 2019 ist er Leiter des Bachelorstudienganges „Architecture“ in Saigon (Vietnam). Zudem ist er als Gutachter und Jurymitglied bei Architekturwettbewerben auch international aktiv.

## Weitere Mitgliedschaften
Im Bereich der Denkmalpflege ist er seit 2001 in Deutschland AiF-Gutachter für Forschungsvorhaben des BMBF und seit 2004 in Österreich „FH plus Impulsprogramm“-Gutachter für Forschungsvorhaben des BMVIT und des BMBWK.
Für drei Wahlperioden gehörte er dem Vorstand des Bauhaus Dessau e. V. an.
Lückmann engagiert sich im Landesdenkmalrat von Sachsen-Anhalt und wurde im August 2017 zu dessen Vorsitzenden gewählt.

## Schriften (Auswahl)
- Vennhäuser als Objekte der Denkmalpflege. Dissertation. Rheinischer Verein für Denkmalpflege und Landschaftsschutz, Köln 1988(?), DNB 94261982X.
- Vennhäuser. Neusser Druckerei und Verlag, Neuss 1991, ISBN 3-88094-677-9.
- mit Karin Kusian: Bauhistorische Untersuchungen an der Hofstelle Friedensstraße 12 in Großgrimma. Gropius-Institut, Dessau 2003, ISBN 3-00-011759-8.
- Passivhäuser. Energieeffiziente Baudetails. Medienservice Architektur und Bauwesen, Leinfelden-Echterdingen 2010, OCLC 705940044
- Baudetail-Atlas […] Hochbau : wirtschaftliche und herstellerunabhängige Konstruktionsdetails, praxisgerecht nach neuester Normung, sofort einsetzbar in allen CAD-Systemen. Weka-Media, Kissing 2011, OCLC 751002622.
- Holzbau-Konstruktionen energieeffizient, nachhaltig, praxisgerecht. Weka-Media, Kissing 2012, OCLC 823305844.
- Walter Gropius ./. Leopold Fischer. Ungleiche Rivalen um die Gartenstädte der Moderne. In: Zukunftsfähige Perspektiven in der Landschaftsarchitektur für Gartenstädte. Springer VS, Wiesbaden 2020, ISBN 978-3-658-28940-9, S. 85–113.